# Zikanita perpulchra
Zikanita perpulchra är en skalbaggsart som beskrevs av Lane 1943. Zikanita perpulchra ingår i släktet Zikanita och familjen långhorningar. Inga underarter finns listade i Catalogue of Life.